# Глинянка (Підкарпатське воєводство)
Глиня́нка (пол. Glinianka) — село в Польщі, у гміні Улянув Ніжанського повіту Підкарпатського воєводства.
Населення — 503 особи (2011).

## Розташування
Село лежить на правому березі річки Танва при її впадінні до Сяну. Через село пролягає воєводська дорога № 858. Вілька Таневська знаходиться за 2 км на південний схід від адміністративного центру гміни Улянова, за 11 км на схід від повітового центру Нисько і за 55 км на північ від воєводського центру Ряшева.

## Історія
Відповідно до «Географічного словника Королівства Польського» в 1881 р. село знаходилось у Нисківському повіті Королівства Галичини та Володимирії Австро-Угорщини, у селі були 528 мешканців. Того року Шематизм Перемишльської греко-католицької єпархії вказує 22 греко-католики в селі. Востаннє 1883 р. згадуються 22 греко-католики в селі, наступного року Глинянка відсутня в переліку сіл парафії.
У міжвоєнний період село входило до ґміни Улянув II Нисківського повіту Львівського воєводства Польщі.
У 1975—1998 роках село належало до Тарнобжезького воєводства.

## Демографія
Демографічна структура станом на 31 березня 2011 року:
|          | Загалом | Допрацездатний вік | Працездатний вік | Постпрацездатний вік |
| -------- | ------- | ------------------ | ---------------- | -------------------- |
| Чоловіки | 244     | 43                 | 170              | 31                   |
| Жінки    | 259     | 52                 | 140              | 67                   |
| Разом    | 503     | 95                 | 310              | 98                   |